# Ruggiero Quarto
Ruggiero Quarto (Barletta, 23 agosto 1952) è un politico italiano.

## Biografia
Dal 1990 svolge la professione di docente universitario di geologia. Inizia la sua carriera presso l'Università della Calabria. Dal 1991, insegna, presso l'Università degli Studi di Bari. È, altresì, membro del SEG (Society of Exploration Geophysics) e dell'EAGE (European Association of Geoscientists and Engineers).
Alle elezioni politiche del 2018 è eletto senatore del Movimento 5 Stelle.

## Pubblicazioni
- Indagini geologiche e geofisiche per lo studio della sorgente Tara, 1983.
- Valutazione della potenzialità estrattiva di ammassi rocciosi: metodologie geologiche e geofisiche, 1983.